# Маліков Валерій Васильович
Вале́рій Васи́льович Ма́ліков (*30 березня 1942, Маріуполь — †31 грудня 2016, Київ) — генерал-полковник, Голова Служби безпеки України (12 липня 1994 — 3 липня 1995). Державний службовець 1 рангу.

## Біографічні відомості

Меморіальна дошка у Харкові

Народився 30 березня 1942 року в м. Маріуполь тогочасної Сталінської (тепер Донецької) області.
Закінчив Харківський державний університет (1971), економіст; Вищі курси КДБ СРСР (1971); курси при Вищій Червонопрапорній школі КДБ СРСР (1989).
- 1959—1961 — оператор Ждановської газорозподільної станції, м. Маріуполь (Жданов).
- 1961—1964 — служба в армії.
- 1964—1970 — робота в громадських організаціях, м. Харків.

З 1970 — в КДБ УРСР на оперативних і керівних посадах:
- черговий офіцер,
- 1971—1980 — оперуповноважений, начальник підрозділу управління КДБ в Харківській області, м. Харків.
- 1980—1984 — заступник начальника 9-ї служби КДБ УРСР.
- 1984—1988 — заступник, перший заступник начальника Управління кадрів КДБ УРСР.
- 03.1988 — 11.1991 — начальник Управління КДБ УРСР по Черкаській області.
- З 11.1991 — заступник Голови Служби національної безпеки України.
- З 01.1992 — заступник Голови СБУ — начальник управління СБУ в Києві і Київській області[3].
- З 12.1992 — 1-й заступник Голови СБУ.
- 12.07.1994 — 03.07.1995 — Голова СБУ[4][5].
- 7.1995 — 6.1996 — радник Прем'єр-міністра України[6][7].
- 1996—1997 — головний консультант, Секретаріат ВР України.
- 24 квітня 1997 року призначений Верховною Радою України на посаду Першого заступника Голови Рахункової палати[8]. 17 червня 2004 року звільнений Верховною Радою України з посади Першого заступника Голови Рахункової палати у зв'язку із закінченням терміну повноважень[9][10].

З січня 2006 по червень 2015 року обіймав посаду радника Голови СБУ. Звільнився з роботи через погіршення стану здоров'я.
Помер у Києві після тривалої тяжкої хвороби. Похований на Байковому кладовищі біля могили науковця Анатолія Павленка.
У березні 2017 року зусиллями благодійної організації ветеранів СБ України про екскерівника Служби видано книжку спогадів «Життя — Вітчизні. Голова СБ України генерал-полковник Маліков. З нагоди 75-річчя».
У Харкові встановлено меморіальну дошку на фасаді будинку, в якому мешкав Маліков, за адресою: вулиця Культури, 23.

## Нагороди
- Орден «За заслуги» III ступеня (2012)[13]
- Орден «Знак Пошани» (1985)
- Почесна грамота Верховної Ради України (2002)
- Нагрудний знак «Почесна зірка Служби безпеки України» (2006)
- Нагрудний знак «За доблесть» (2013)
- Медаль «За мужність і відвагу» (2007) і ще 7 відомчих заохочувальних відзнак (медалей)
- Відзнака «Холодна зброя» (2009, 2010)
- Нагрудний знак «Хрест доблесті» II ст. (2008)
- Нагрудний знак «Відзнака Інспекторського управління Служби безпеки України» (2013)
- Нагрудний знак «Хрест пошани» (2008)[14]